# كيلي كلارك
كيلي كلارك (بالإنجليزية: Kelly Clark)‏ هو محامي وسياسي أمريكي، ولد في 9 أغسطس 1957، وتوفي في 17 ديسمبر 2013. حزبياً، نشط في الحزب الجمهوري. وقد انتخب عضو مجلس نواب أوريغون.